# Leonid Mosejev
Leonid Nikolajevitsj (Leonid) Mosejev (Russisch: Леонид Николаевич Мосеев) (Rajon Kasli, 21 oktober 1951) is een voormalige Russische langeafstandsloper. Gedurende het overgrote deel van zijn atletiekloopbaan kwam hij uit voor de Sovjet-Unie. Hij nam tweemaal deel aan de Olympische Spelen, maar won hierbij geen medailles.

## Loopbaan
Zijn eerste succes behaalde Mosejev in 1977. Toen werd hij Sovjet-kampioen op de 10.000 m in een tijd van 28.40,0. In datzelfde jaar werd hij tweede op de marathon van Fukuoka. Zijn grootste succes behaalde Mosejev in 1978, toen hij op het Europees kampioenschap de marathon won en hiermee Europees kampioen werd in 2:11.58.
Mosejev nam tweemaal deel aan de marathon op de Olympische Spelen. In 1976 werd hij zevende op de Olympische Spelen van Montreal en in 1980 werd hij op de Olympische Spelen van Moskou vijfde. Zijn persoonlijk record van 28.00,9 op de 10.000 m liep hij op 29 juni 1978 in Helsinki.
Naast weg- en baanatleet was Mosejew ook als veldloper succesvol. Met het Sovjet-team won hij op de wereldkampioenschappen veldlopen tweemaal brons (1977, 1979), eenmaal werd hij vierde (1978) en eenmaal vijfde (1980). Zijn beste individuele klassering is een zevende plaats op de WK in 1980.
In zijn actieve tijd was Mosejew aangesloten bij Dynamo Chelyabinsk in Tsjeljabinsk.

## Titels
- Europees kampioen marathon - 1978
- Sovjet-kampioen 10.000 m - 1977
- Sovjet-kampioen marathon - 1979, 1982

## Persoonlijke records
- marathon – 2:11.57 (1977)

## Palmares

### 5000 m
- 1977:  Universiade - 13.45,6

### 10.000 m
- 1977:  Europacup - 28.03,60
- 1977:  Universiade - 29.12,0

### marathon
- 1976: 7e OS - 2:13.34
- 1977:  marathon van Fukuoka - 2:11.57,0
- 1978:  EK in Praag - 2:13.20
- 1980: 5e OS - 2:12.14
- 1982: 25e marathon van Tokio - 2:17.46
- 1982: 16e EK in Athene - 2:24.00
- 1992: 8e Westland Marathon - 2:32.29
- 1993: 22e marathon van Houston - 2:29.37

### veldlopen
- 1977: 11e WK - 38.18
- 1978: 21e WK - 40.35
- 1979: 18e WK - 38.11,00
- 1979:  landenklassement WK
- 1980: 7e WK - 37.21,5
- 1981: 39e WK - 36.06